# Cláudio de Jesus Ximenes
Cláudio de Jesus Ximenes (Ermera, então Timor Português, hoje Timor-Leste) é um jurista de Timor-Leste e foi o primeiro presidente do Tribunal de Recurso de Timor-Leste.

## Biografia
Exerceu de 2003 a 2014 o mandato de Presidente do Tribunal de Recurso de Timor-Leste, a mais alta autoridade judicial do país, análoga ao Supremo Tribunal de Justiça e ao Supremo Tribunal Federal, respectivamente as mais altas instituições judiciais de Portugal e Brasil.
Foi presidente do Conselho Superior da Magistratura Judicial de Timor-Leste.

## Livros
Algumas obras:
- Código Civil
- Código Penal[4]
- Kódigu ba Prosesu Penál[5]